# Salacon de Dol
Salacon (ou Salocon) est un évêque de Dol-de-Bretagne du IXe siècle, déposé de ce siège au printemps 849, devenu ensuite évêque auxiliaire d'Autun, mort moine à l'abbaye de Flavigny un 4 juillet, au plus tôt en 867.

## Carrière
Il semble être devenu évêque de Dol à une date postérieure à février 842. Au printemps 849, le duc Nominoë, qui avait répudié la suzeraineté du roi Charles le Chauve, réunit une assemblée dans une résidence appelée Coëtlou, qui déposa sous l'accusation de simonie plusieurs évêques d'obédience carolingienne. Selon la Chronique de Nantes (texte datant du milieu du XIe siècle), quatre évêques furent déposés : « illa diabolica synodo in monasterio sancti Salvatoris congregata insurgentes falsi testes contra hos miseros episcopos et prorsus desolatos accusaverunt eos multis criminibus, scilicet Susannum Venetensem et Felicem Corisopitensem et Saloconem Dialetensem et Liberalem Ocismorensem, in illis sedibus potestate Francorum regia constitutos ».
En mars 864, Égilon, ex-abbé de Prüm, devenu abbé de Flavigny (et archevêque de Sens à partir de 866), fit transporter solennellement dans son abbaye les reliques de sainte Reine ; l'abbaye se trouvant dans le diocèse d'Autun, l'abbé Égilon se mit en marche le 21 mars accompagné de l'évêque Salocon, qui remplaçait l'évêque en titre du diocèse, Jonas ; tous deux, le 22 mars, ouvrirent le sépulcre de la sainte. Dans une charte faisant mention de cette translation, Salocon est qualifié de « coepiscopus » de Jonas.
Une lettre adressée par le concile de Soissons d'août 866 au pape Nicolas Ier à propos du « schisme » de l'Église bretonne indique que, parmi les évêques déposés « illégalement » en 849, deux étaient encore en vie : « Salacon de Dol » et « Susan de Vannes ». Cette lettre précise que depuis cette déposition, deux « intrus » se sont succédé sur le siège de Dol : le nom du premier n'a pas été conservé ; le second, Festinien, est attesté de 859 à 869, et prétendait au rang d'archevêque, soutenu par le roi Salomon de Bretagne. Elle signale aussi que moins d'un an auparavant (« infra præsentis anni spatium »), le roi Salomon, cédant aux pressions de Rome, avait rétabli « certains » des évêques déposés (mais uniquement de son peuple et de sa langue, « suæ gentis et linguæ »).
Selon le nécrologe de l'abbaye de Flavigny, Salocon est donc mort moine dans l'établissement. Il s'y est peut-être retiré après la mort de l'évêque Jonas d'Autun (intervenue fin 865 ou début 866).